# Namdemun
Namdemun (korejsky: 남대문) nebo oficiálně Sungnjemun (숭례문) je historická brána stojící v centru dnešního Soulu. Za dynastie Čoson tvořila jižní vstup do města obehnaného hradbami. Stavba brány začala v roce 1395, dokončena byla v roce 1398 a poté byla několikrát opravována a přestavována.
Brána původně převyšovala všechny v okolí stojící budovy a byla zdaleka viditelná. Až hektický rozvoj Soulu v druhé polovině 20. století z bývalé dominanty učinil kruhově oplocený ostrůvek na jedné z rušných křižovatek města. Ve srovnání se sousedními výškovými budovami brána vypadá malá.
20. prosince 1962 byla brána oficiálně označena za Národní poklad číslo 1.
10. února 2008 dřevěnou horní část brány zapálil žhář a ta během několika hodin shořela. Oprava byla zahájena v roce 2010 a byla dokončena 30. dubna 2013. Oprava stála miliony dolarů a jde o jeden z nejdelších a nejnákladnějších restaurátorských projektů uskutečněných v Jižní Koreji, do kterého se zapojily stovky vysoce kvalifikovaných řemeslníků.

## Fotogalerie

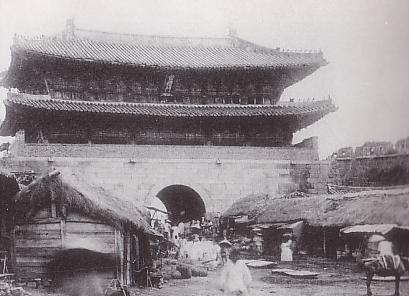
Sungnjemun před rokem 1910
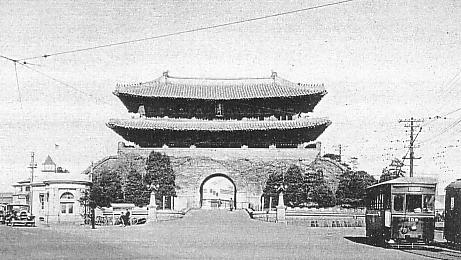
Sungnjemun během japonské okupace
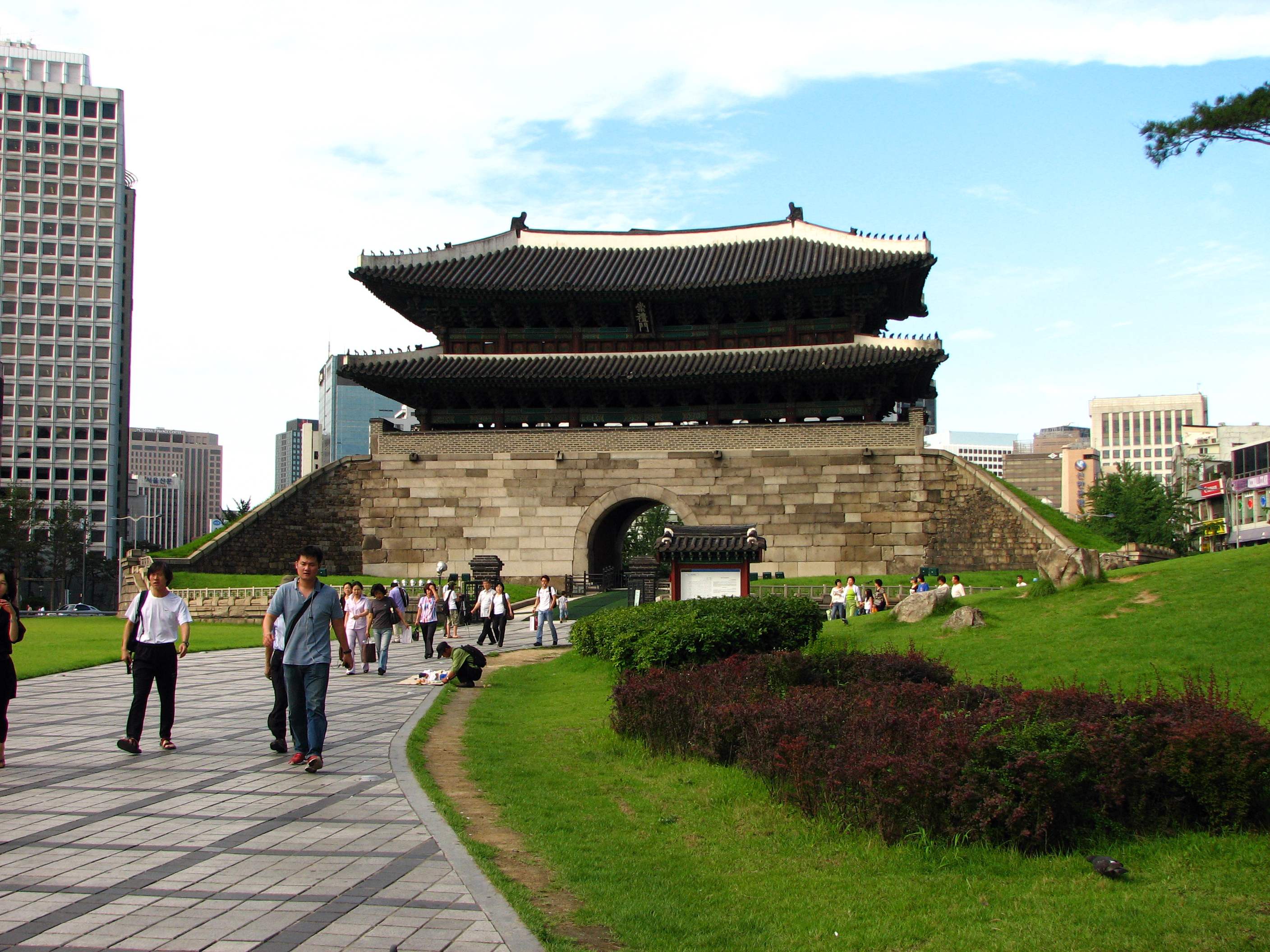
Namdemun v červenci 2007
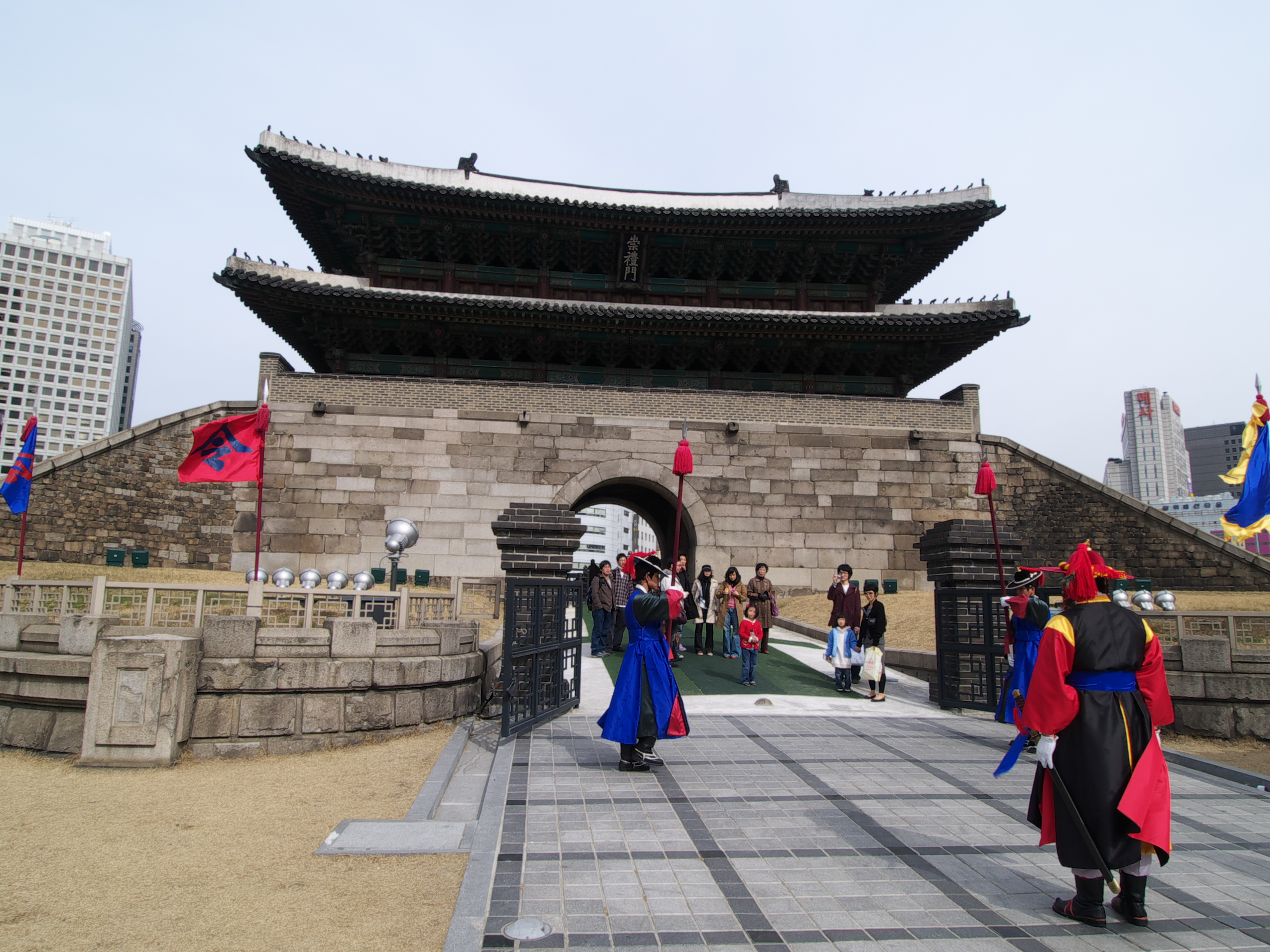
Namdemun v dubnu 2007
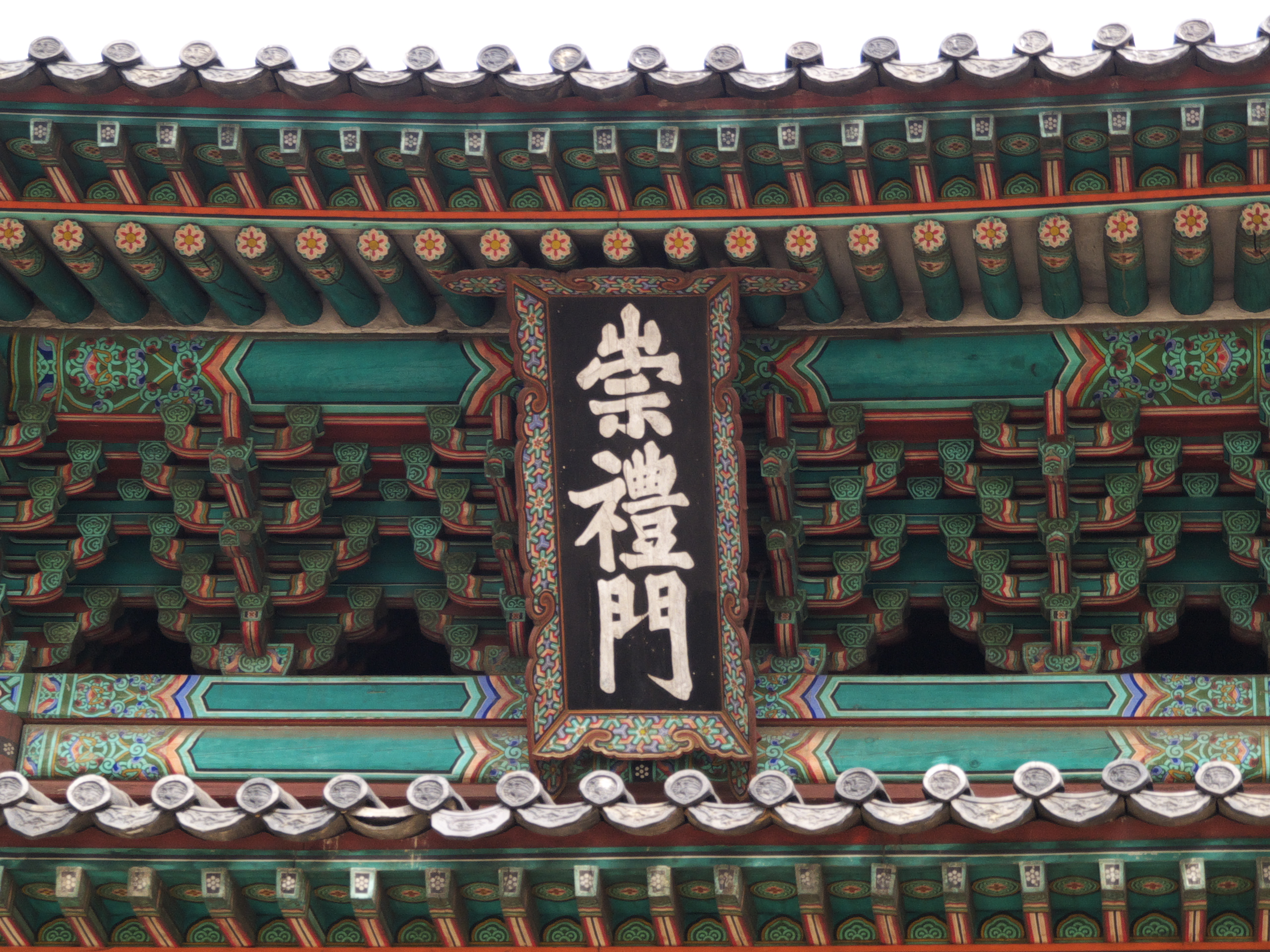
Detail brány
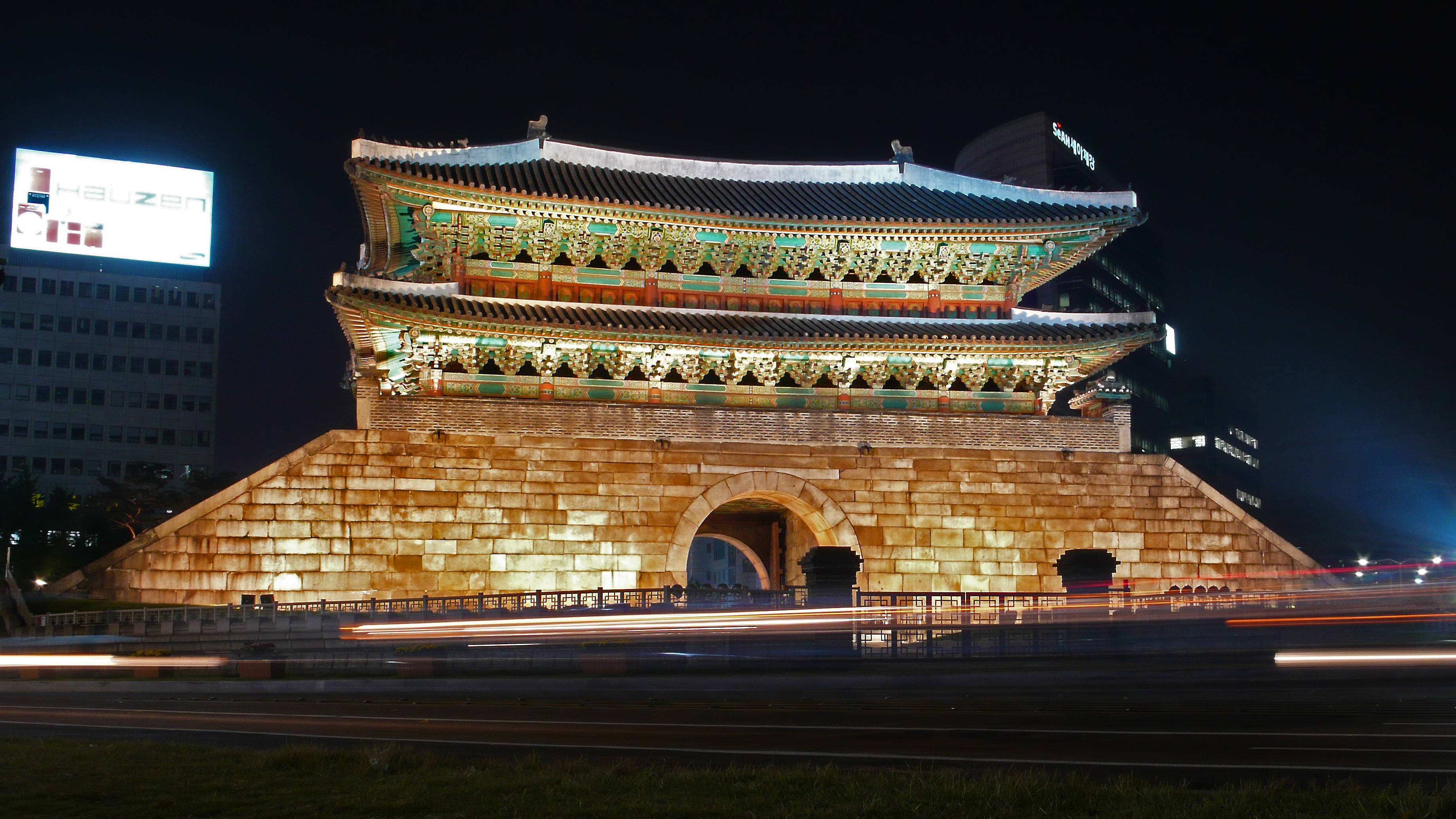
Sungnjemun v noci
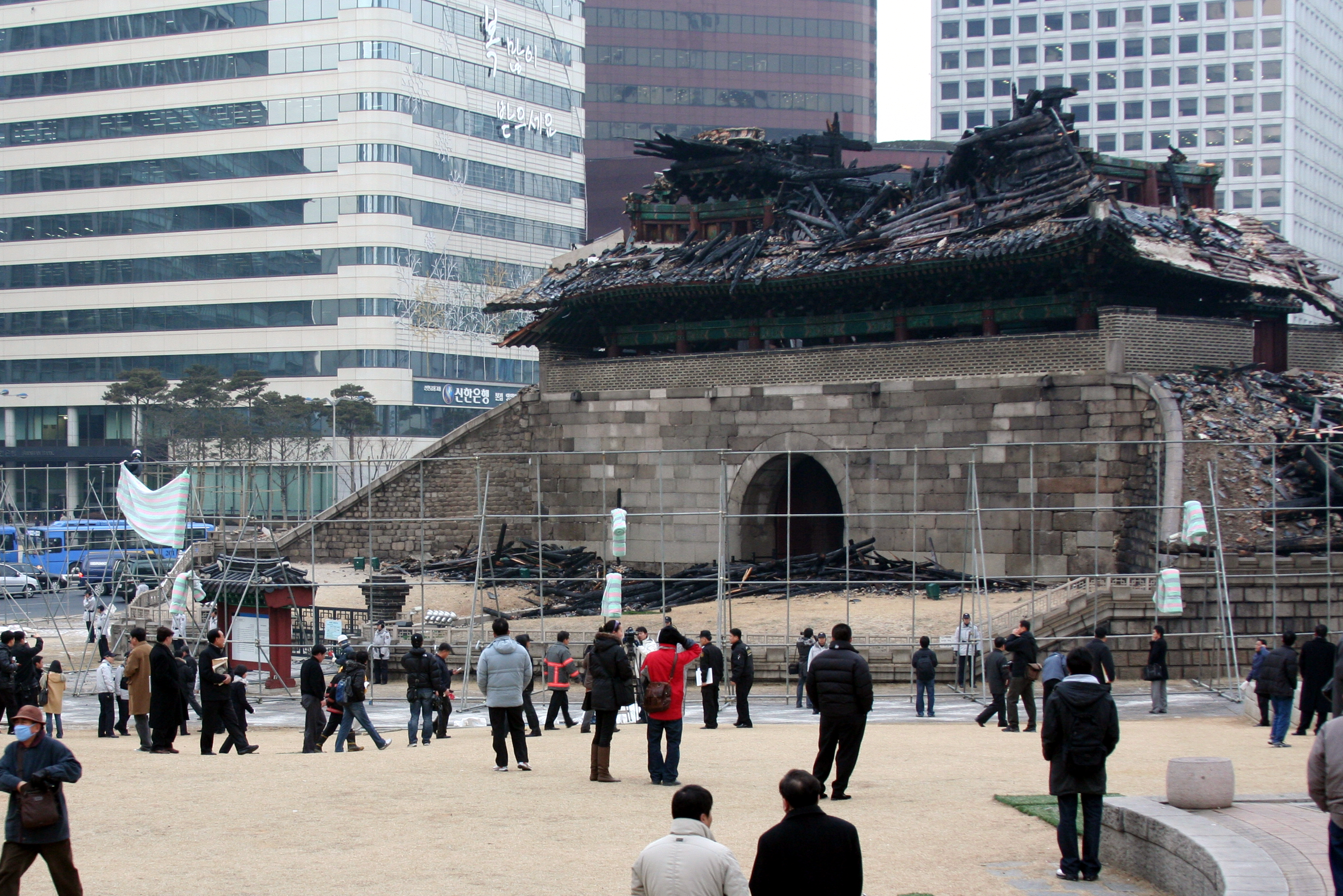
Následky požáru (11. únor 2008)
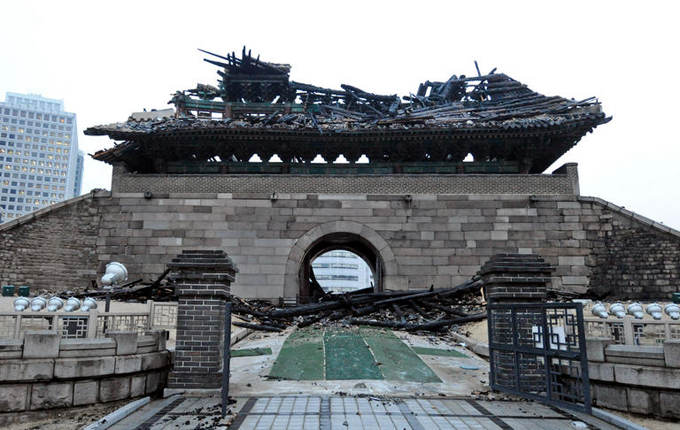
Následky požáru (11. únor 2008)